# Sinan Gümüş
Sinan Gümüş (* 15. Januar 1994 in Pfullendorf) ist ein deutsch-türkischer Fußballspieler, der seit August 2020 bei Fenerbahçe Istanbul unter Vertrag steht.

## Karriere

### Verein
Gümüş ist in Pfullendorf geboren und aufgewachsen und durchlief die Jugendabteilungen der örtlichen Vereine TSV Aach-Linz und SC Pfullendorf. Durch seine beiden Treffer beim 2:1-Endspielsieg gegen den SV Sinzheim machte Gümüş den SC Pfullendorf am 24. Juni 2009 zum Südbadischen U-15-Pokalsieger. 2011 wechselte er zu den U19-Junioren des VfB Stuttgart.
Noch als A-Jugendlicher gab Gümüş am 15. Dezember 2012 für die zweite Mannschaft des VfB am 22. Spieltag der Saison 2012/13 in der 3. Liga gegen den Karlsruher SC sein Profidebüt.

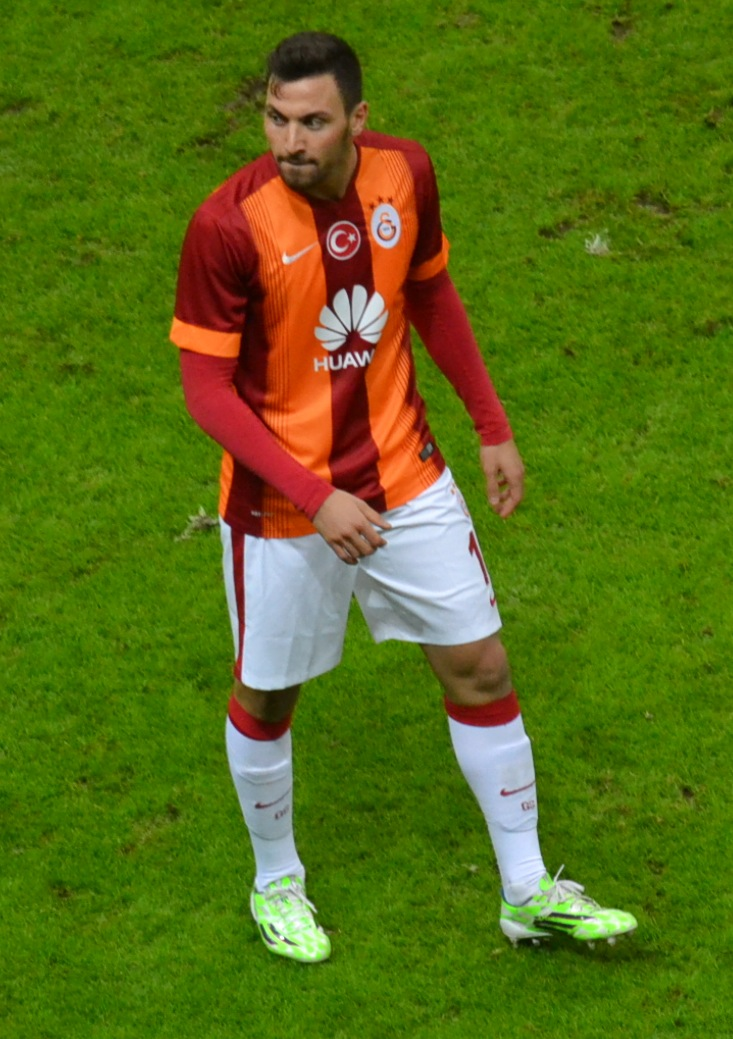
Gümüş im Trikot von Galatasaray (2015)

Am 8. Juli 2014 unterschrieb Gümüş einen bis 2019 datierten Vertrag bei Galatasaray Istanbul. Nach seinem Wechsel nach Istanbul wurde er vom Cheftrainer Cesare Prandelli zwar als Ergänzungsspieler in den Profikader aufgenommen, trainierte und spielte aber ausschließlich für die nachwuchsorientierte Reservemannschaft des Vereins. In dieser U21-Mannschaft etablierte er sich auf Anhieb als Stammspieler und Leistungsträger. So begann er schnell die Torschützenliste der Reservemannschaftenliga, der U21 Ligi anzuführen. Erst nachdem Galatasaray im Dezember 2014 Prandelli durch Hamza Hamzaoğlu ersetzte, fand Gümüş in den Kaderplanungen der Profimannschaft Berücksichtigung. So gab er sein Profidebüt in der Pokalbegegnung vom 16. Dezember 2014 gegen den Viertligisten Balçova Yaşamspor, in der er auch sein Debüttor für Galatasaray erzielte (Endstand 9:1). Zehn Tage später wurde er in der Auswärtspartie gegen Gençlerbirliği Ankara eingesetzt und absolvierte hier sein Ligadebüt. Ein Jahr und einen Tag später traf er für Cimbom zum ersten Mal in der Liga, gegen Kayserispor zum 1:1-Endstand.
Für Galatasaray spielte Gümüş fünf Jahre lang und wurde jeweils dreimal türkischer Meister und Pokalsieger. Sein Vertrag wurde zur Saison 2019/20 nicht verlängert und Gümüş wechselte ablösefrei nach Italien zu CFC Genua. Im Januar 2020 wurde Sinan Gümüş für den Rest der Spielzeit (Rückrunde) an den türkischen Erstligisten Antalyaspor ausgeliehen.
Zur Saison 2020/21 wechselte Gümüş im August 2020 erneut nach Istanbul, aber diesmal zum Erzrivalen Fenerbahçe Istanbul und unterschrieb dort einen Vertrag über drei Jahre.

### Nationalmannschaft
Im Oktober 2013 wurde Gümüş durch den deutschen U20-Trainer Frank Wormuth für ein Vier-Nationen-Turnier in den Niederlanden in die deutsche U20-Nationalmannschaft nachnominiert. Dort gab er am 10. Oktober 2013 für Deutschland beim 3:0-Sieg gegen die Türkei sein U-Länderspieldebüt. Zwei Tage später erzielte Sinan Gümüş gegen die Niederlande seinen ersten U20-Länderspieltreffer für Deutschland. Zwischenzeitlich schließt Gümüş einen Wechsel zur türkischen Nationalmannschaft nicht mehr aus, sofern ihm ein Angebot gemacht wird.

## Erfolge
- Mit Galatasaray Istanbul
  - U21-Mannschaft
    - Türkischer U21-Meister: 2014/15[5]
    - Torschützenkönig der türkischen U21-Meisterschaft: 2014/15[5]

  - Profimannschaft
    - 3 × Türkischer Meister: 2014/15, 2017/18, 2018/19
    - 3 × Türkischer Pokalsieger: 2014/15, 2015/16, 2018/19
    - 1 × Türkischer Fußball-Supercupsieger: 2016